# Maubec (Vaucluse)
 Maubec  es una población y comuna francesa, en la región de Provenza-Alpes-Costa Azul, departamento de Vaucluse, en el distrito de Apt y cantón de Cavaillon.
Está integrada en la Communauté de communes du Coustellet.

## Demografía
| 512 | 543 | 571 | 577 | 612 | 607 | 626 | 621 | 593 | 623 | 611 | 573 | 542 | 535 | 500 | 490 | 462 | 423 | 417 | 404 | 382 | 428 | 479 | 469 | 468 | 525 | 570 | 568 | 697 | 973 | 1199 | 1581 |
| Para los censos de 1962 a 1999 la población legal corresponde a la población sin duplicidades (Fuente: INSEE [Consultar]) |     |     |     |     |     |     |     |     |     |     |     |     |     |     |     |     |     |     |     |     |     |     |     |     |     |     |     |     |     |      |      |

Forma parte de la aglomeración urbana de Cavaillon.

## Economía
Cantera de grava y áridos junto al río Calavon.
Destilería. Dos cooperativas vinícolas y otras dos agrícolas. 
Apicultura. 

### Agricultura
Viña, frutales (cerezas), espárragos.